# ولیکی سلتنیک
ولیکی سلتنیک (اسلوونیایی: Veliki Slatnik) یک زیستگاه انسانی در اسلوونی است که در نوو مستو واقع شده‌است.

## خصوصیات
ولیکی سلتنیک ۲٫۳۹ کیلومترمربع مساحت و ۱۲۷ نفر جمعیت دارد و ۲۰۷٫۹ متر بالاتر از سطح دریا واقع شده‌است.